# Propilparaben
Il propilparaben è l'estere propilico dell'acido para-idrossibenzoico e come tale appartiene alla classe dei parabeni.
È presente in molte piante e insetti ed è prodotta artificialmente per essere impiegato come conservante per alimenti, farmaci e prodotti cosmetici (ad esempio: creme, lozioni, shampoo e bagno schiuma).
Nel suo uso come additivo alimentare, viene identificato dalla sigla E216.